# MSV杜伊斯堡
杜伊斯堡迈德里希竞赛俱乐部（德語）簡稱：杜伊斯堡（MSV Duisburg）是位於德國北莱茵-威斯特法伦魯爾河谷（Ruhr valley）內杜伊斯堡的足球會，於2006－07年獲得德乙季軍，再次升級到德甲比賽。翌年在德甲敬陪末席，再度降回德乙打拚。

## 球會歷史
杜伊斯堡成立於1902年，初時名為迈德里希（Meidericher SV）作為地區代表的球隊，三年後兼併同區的迈德里希維多利亞（SC Viktoria Meiderich）。直到1967年才探用現今的名稱，證明杜伊斯堡是當地最受歡迎及成功的球隊。
杜伊斯堡的早年歷史曾多次贏得地區錦標賽的冠軍，其中一季更保持不敗，射入113球而僅失掉12球。在三十年代早期球隊發生混亂，直到五十年代才告復原，可以派遣強陣作賽。1963年德甲成立時，杜伊斯堡是十六隊創始球隊之一。德甲的首年亦是杜伊斯堡成績最好的一年，僅排於科隆之後成為亞軍。「斑馬兵團」一直維持在頂級聯賽長達二十年，於1982－83年球季才告降級到德乙，自始在甲乙組之間浮沉，成為德國足球的升降機球隊。雖則如此，在往後的廿五年間，杜伊斯堡仍有八季留在德甲比賽。

## 球會榮譽
杜伊斯堡所獲得的榮譽屈指可數，包括1963年首屆德甲聯賽亞軍、1978－79年歐洲足協盃晉級四強（被同國球隊兼最終冠軍淘汰）及三次德國盃決賽的負方（1966年、1975年及1998年）。1987－88年球季降到第三級的北萊茵業餘上級聯賽（Amateur Oberliga Nordrhein）終於奪得德國業餘聯冠軍（Deutscher Amateurmeister）。杜伊斯堡的青年隊曾奪得多次全國錦標賽冠軍。
杜伊斯堡保有一項德甲紀錄：作客勝球最高，於1966年作客柏林以9-0大破柏林塔斯馬尼亞1900（Tasmania 1900 Berlin）。

## 主場球場
MSV竞技场（MSV Arena）建於2004年，可以容納31,500名觀眾，是杜伊斯堡的主場球場。球場於2005年曾經主辦世界運動會。

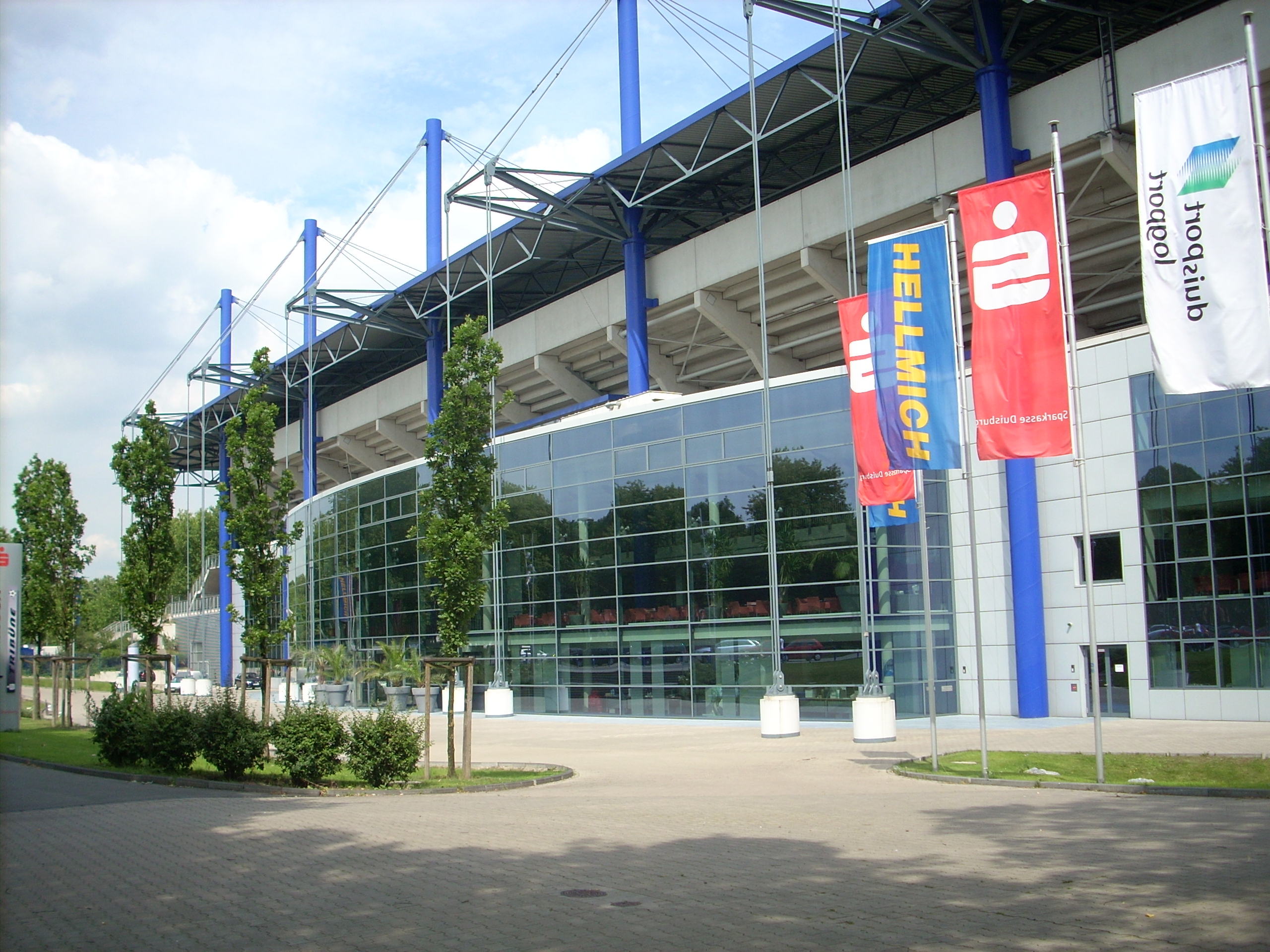
球場外觀
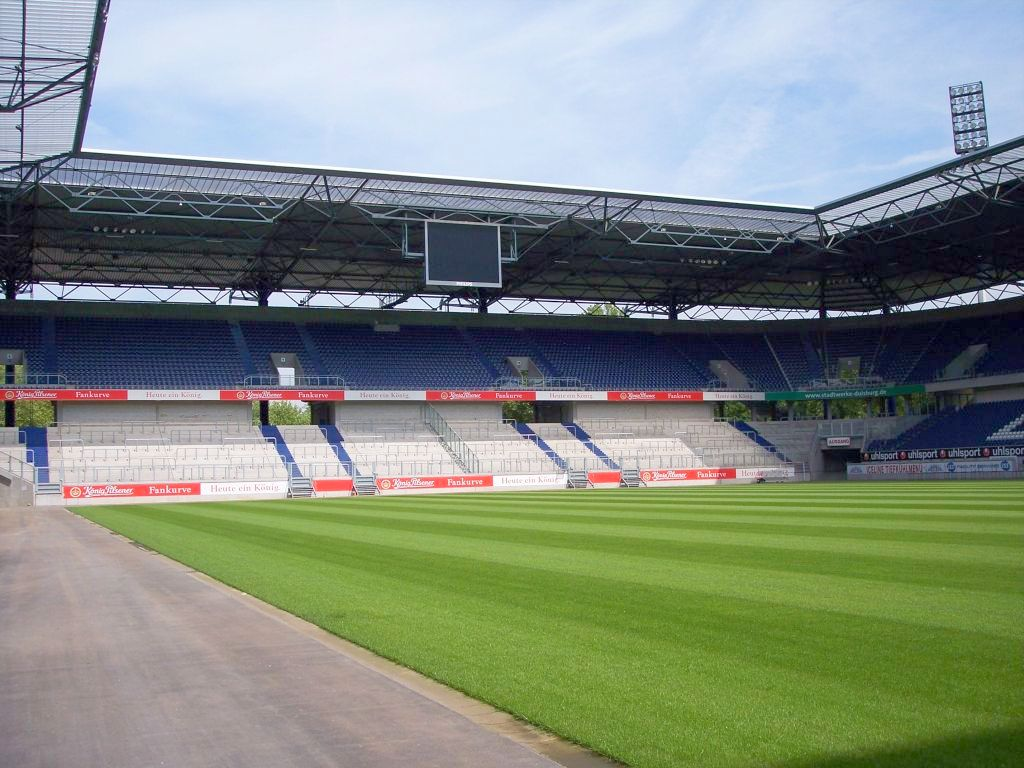
球場內觀
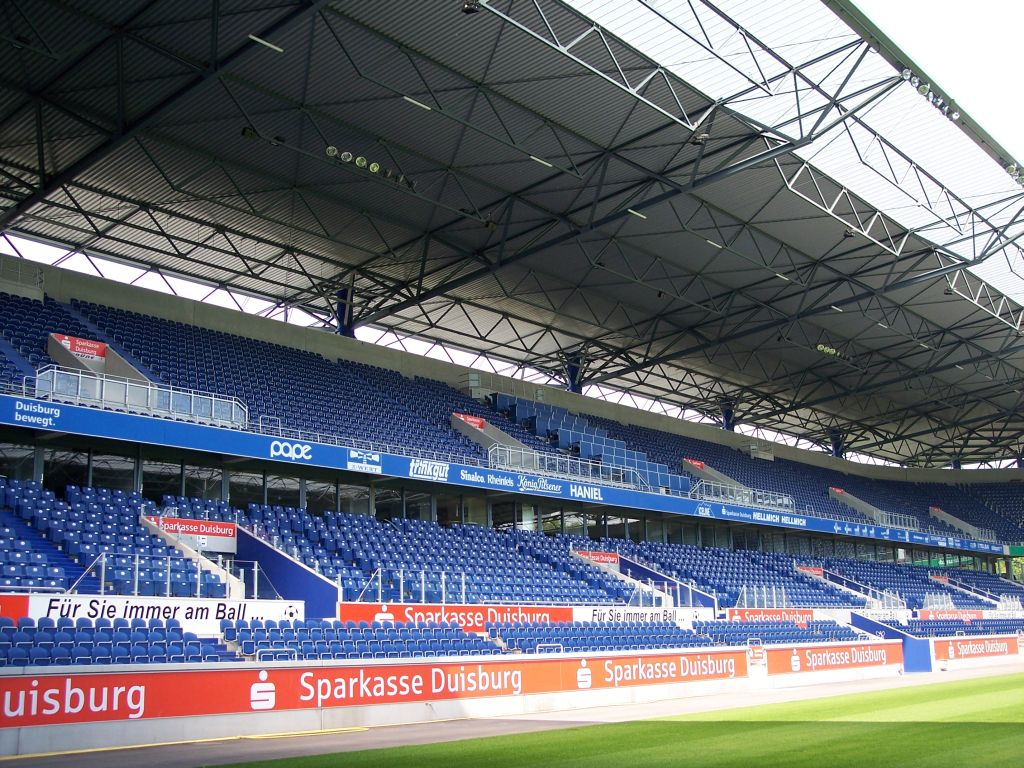
球場看台
球場平面圖

## 著名球星
- 米夏埃尔·贝拉

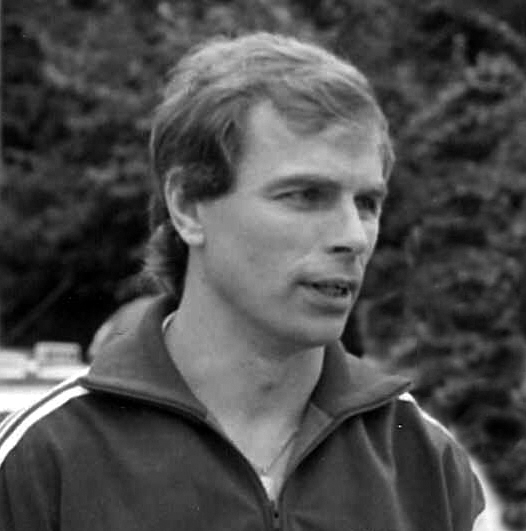
伯纳德·迪茨以後衛身份射入70球，是球隊歷來次席射手

- 贝尔纳德·迪茨（Bernard Dietz）
- Kurt Jara
- Detlef Pirsig
- 赫尔穆特·拉恩（Helmut Rahn）：為西德在1954年瑞士世界盃決賽射入致勝球，這場比賽被稱為伯爾尼奇蹟，在杜伊斯堡前身「Meidericher SV」（1963－65年）結束足球競賽生涯。
- Rudolf Seliger
- 罗纳德·沃尔姆
- Klaus Wunder
- 安貞桓（Ahn Jung-Hwan）
- 杜夫亭（Stig Tøfting）

## 外部連結
- Official team site （页面存档备份，存于）
- The Abseits Guide to German Soccer （页面存档备份，存于）
- Duisburg statistics （页面存档备份，存于）